# Mellita
Mellita Agassiz, 1841 é um género de equinodermes da ordem dos Clypeasteroida.

## Descrição
As espécies agrupadas no género Mellita são ouriços-do-mar de corpo disciforme aplanado, daí serem conhecidos pelos nomes comuns de bolacha-do-mar ou bolacha-da-praia, dadao assemelharem-se a uma bolacha ou a uma grande moeda.
A sua morfologia corporal apresenta formas arsedondadas, embora ligeiramente irregulares, com uma testa (concha carbonatada) perfurada, geralmente recoberta de radíolos (pequenos espinhos) finos e curtos, formando um tapete constínuo. A movimentação coordenada destes radíolos permite a locomoção do animal na areia.
A boca oocupa uma posição central na face inferior do corpo do animal, com a lanterna de Aristóteles (o aparelho mastigador) modificado num «moinho de areia» plano.

## Taxonomia
Segundo o World Register of Marine Species (consultado a 30 de setembro de 2013) e a base de dados taxonómicos da NCBI (consultado a 30 de setembro de 2013), o género Mellita inclui as seguintes espécies validamente descritas:
- Mellita grantii (Mortensen, 1948)
- Mellita isometra (Harold & Telford, 1990)
- Mellita kanakoffi (Durham, 1961)
- Mellita longifissa (Michelin, 1858)
- Mellita notabilis (H. L. Clark, 1947)
- Mellita quinquiesperforata (Leske, 1778)
- Mellita tenuis (H. L. Clark, 1940)

Contudo, a base de dasos do ITIS (consultado a 30 de setembro de 2013) apenas reconhece a espécie Mellita quinquiesperforata como validamente descrita,considerando os restantes nomes como sinónimos taxonómicos.

## Galeria

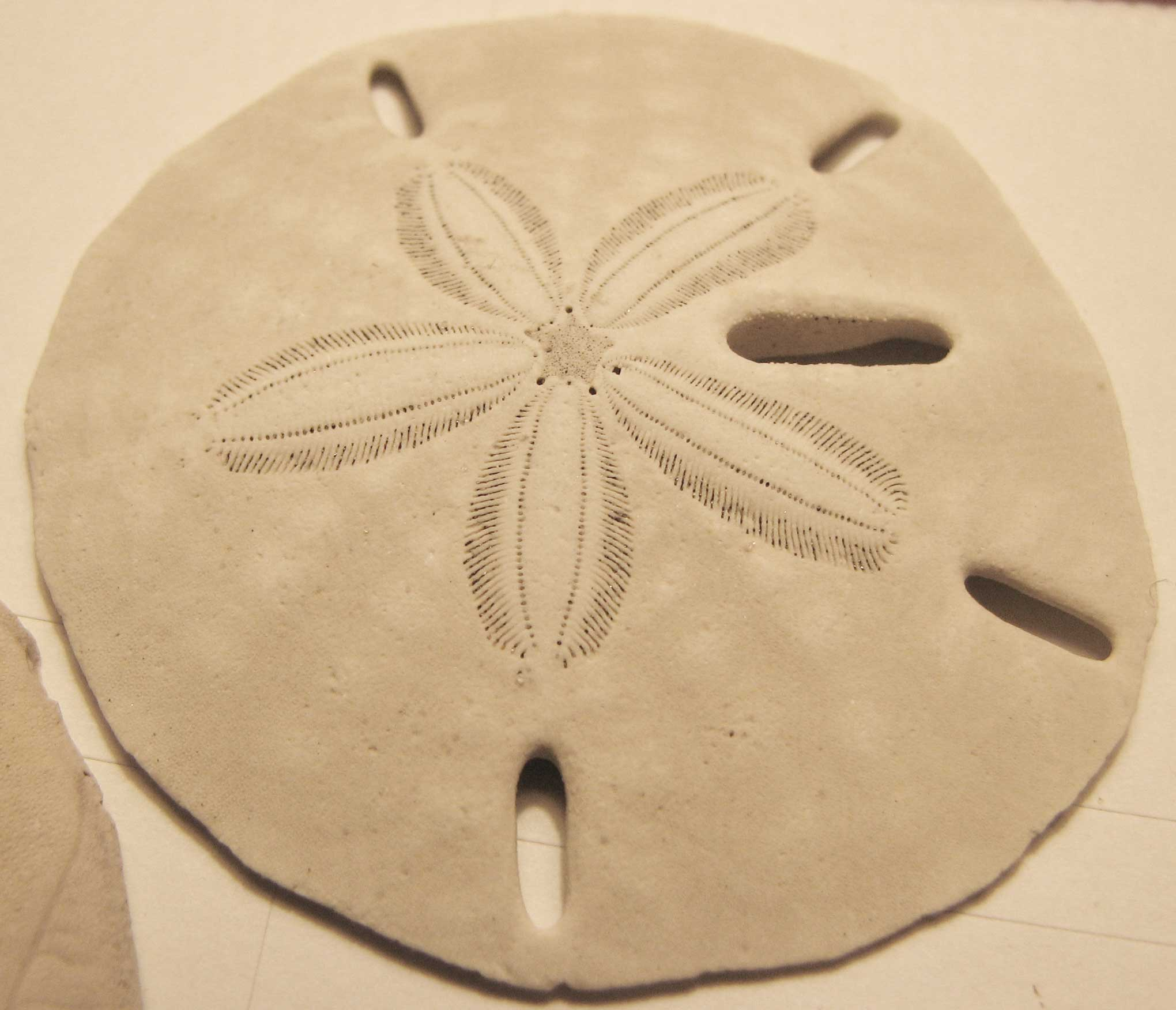
Testa de Mellita quinquiesperforata.
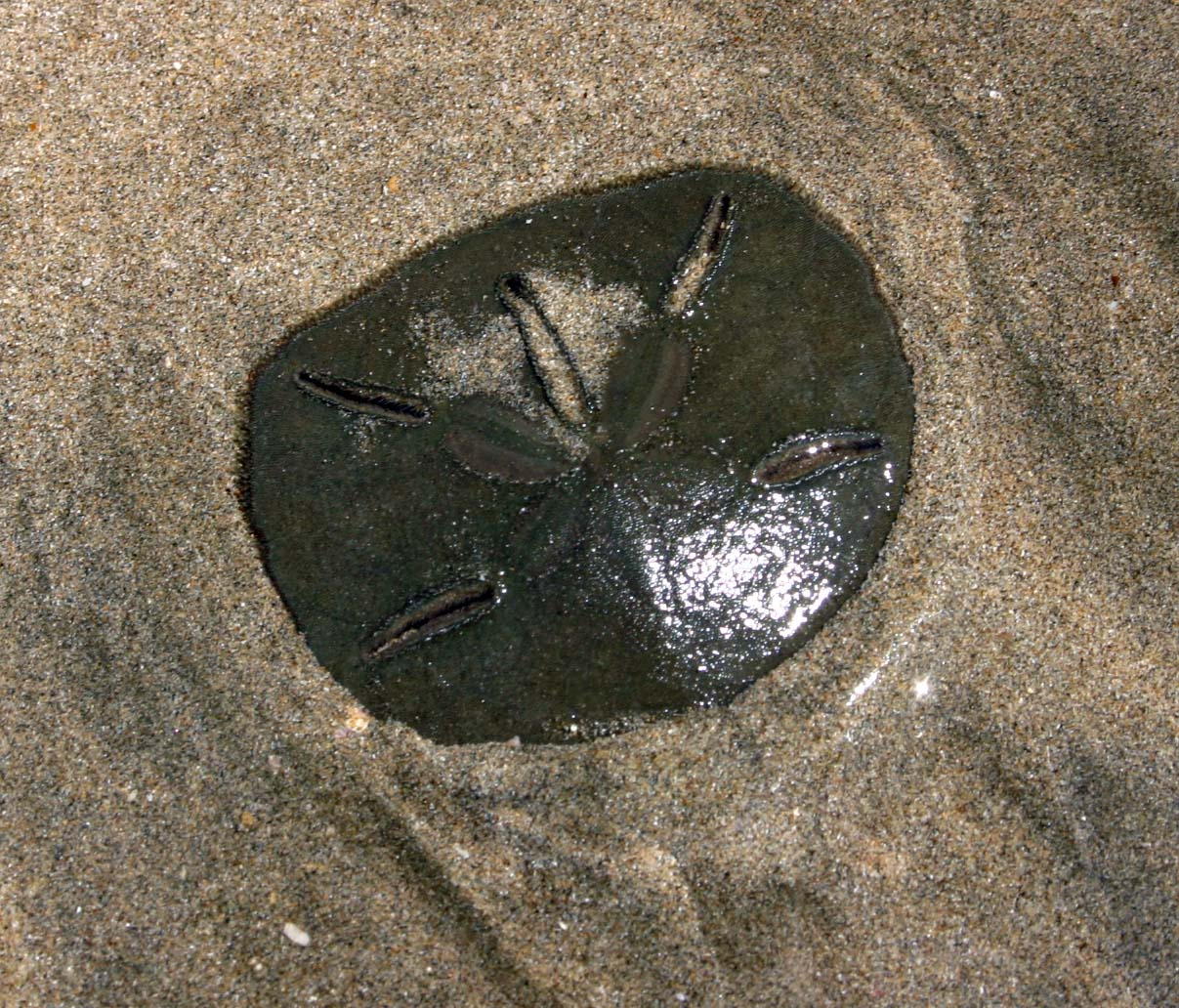
Mellita quinquiesperforata in situ.